# Krom(III)klorid
Krom(III)klorid är en förening mellan krom och klor, som oftast förekommer i vattenlösning. Den framställs genom upphettning av krom i en ström av klorgas.
I vattenfritt tillstånd bildar den glänsande violetta kristallblad och utkristalliserad med sex mol vatten är kristallerna gröna.

## Användning
Krom(III)klorid kan användas för betning i färgerier.
Genom lösning av kromhydrat i kromklorid erhålls kromoxiklorid, en basisk kromklorid, som kan användas som betmedel och i garverier.